# Симанго, Давиз
Давиз Мбепо Симанго (англ. Daviz Mbepo Simango; 7 февраля 1964, Республика Танганьика — 22 февраля 2021, Йоханнесбург) — мозамбикский политик, мэр Бейры (2003—2021). Президент оппозиционной партии «Демократического движения Мозамбика» (ДДМ).

## Биография
Родился 7 февраля 1964 года в Танганьике в семье политика Урии Симанго и его супруги Селины Симанго. Его старший брат — политик 
Лутеро Симанго. После казни своих родителей воспитывался родственниками.
В 2003 году был избран мэром Бейры, одного из крупнейших городов Мозамбика. На посту мэра он курировал проект по адаптации к изменению климата стоимость, которого составляла 120 миллионов долларов США. 
В 2009 году основал партию «Демократическое движение Мозамбика», ставшую одной из крупных политических партий в стране. Симанго в качестве кандидата в президенты от своей партии участвовал на всеобщих выборах 2009 года и занял третье место, получив 8,6% от общего числа голосов. На очередных выборах 2014 года Симанго занял третье место, получив 6,4% от общего числа голосов.
В марте 2019 года на Мозамбик и регион нагрянул разрушительный циклон Идаи, унёсший большое количество жизней и принёсший значительные разрушения. Симанго помогал устранять последствия разрушительной стихии[уточнить] и выступал на международном уровне против изменения климата[уточнить]. В том же году в качестве кандидата в президенты на очередных выборах 2019 года он занял третье место, получив 4,33% от общего числа голосов.
Скончался 22 февраля 2021 года в Йоханнесбурге в возрасте 57 лет от последствий заражения COVID-19.